# Берглунд, Эмма
Эмма София Берглунд (швед. Emma Sofia Berglund; род. 19 декабря 1988, Умео) — шведская футболистка, выступавшая на позиции защитника.

## Биография

### Клубная карьера
Начинала свою карьеру в клубе «Тефтео», позже перешла в команду «Умедален». В 2006 году пришла в команду «Умео», провела свой первый матч в чемпионате Швеции в сезоне 2007. Позже она стала капитаном команды.
По окончании сезона 2014 Эмма ушла в команду «Русенгорд», выигравшую чемпионат Швеции, заключив с ней контракт в декабре 2014 года. Она была капитаном команды в чемпионате Швеции 2016 года. В июле 2017 года она заключила двухлетний контракт с французским клубом ПСЖ.

### Карьера в сборной
В ноябре 2011 года Берглунд была вызвана на матчи сборной Швеции против команд Канады и США. 20 ноября 2011 года она дебютировала в матче против США (ничья 1:1). В январе 2012 года вызвана на сбор в испанской Ла-Манге.
В июне 2012 года Берглунд была заявлена на женский футбольный турнир Летних Олимпийских игр 2012 года, где сыграла четыре матча. Из-за разрыва передней крестообразной связки, полученного в апреле 2013 года, она пропустила чемпионат Европы. Позже она сыграла на чемпионате мира 2015 года и на Олимпиаде 2016 года в Рио-де-Жанейро, завоевав в Бразилии в составе сборной серебряные медали (сыграла два матча в группе E, четвертьфинал и полуфинал).

## Достижения

### Клубные
Умео
- Чемпионка Швеции: 2006, 2007, 2008
- Обладательница Кубка Швеции: 2007
- Обладательница Суперкубка Швеции: 2007, 2008
- Финалистка Лиги чемпионов УЕФА: 2006, 2007

 Русенгорд
- Чемпионка Швеции: 2015
- Обладательница Кубка Швеции: 2016
- Обладательница Суперкубка Швеции: 2015, 2016

 Коппарбергс/Гётеборг
- Чемпионка Швеции: 2020

### В сборной
- Серебряный призёр летних Олимпийских игр: 2016